# Acer lanpingense
Acer lanpingense là một loài thực vật có hoa trong họ Bồ hòn. Loài này được W.P.Fang & M.Y.Fang mô tả khoa học đầu tiên năm 1966.